# 8 bits compatível
8 bits compatível é a expressão que descreve um sistema eletrônico que trata corretamente representações de caracteres cuja codificação utiliza os 8 bits do byte.
ASCII é uma codificação de caracteres que utiliza somente 7 bits para representar seus caracteres. Já as codificações da série ISO 8859 e a codificação UTF-8 por exemplo, utilizam os 8 bits.
Até o início dos anos 90 a maioria dos programas e sistemas de comunicação funcionavam dentro do pressuposto de que somente os códigos de 0 a 127 (7 bits) eram necessários para representar os caracteres a serem processados. Isto deixava o último bit (bit mais alto) livre para uso como bit de paridade ou algum outro tipo de controle. Estes pressupostos fazem com que esses sistemas sejam inúteis para o processamento de textos que contenham caracteres com códigos maiores do que 127 sem algum tratamento extra especial. A maioria das línguas dos mundo, com a exceção do inglês, utiliza caracteres com códigos maiores do que 127.
Se um arquivo binário é transmitido por meio de um link de comunicação que não está preparado para trabalhar com oito bits de dados, ele será corrompido. Para combater isto, foram criadas codificações que usam apenas caracteres ASCII. As mais populares entre estas têm sido a UUCP e a MIME base64. Há alguns links de comunicação que não são próprios nem mesmo para sete bits devido ao uso interno de caracteres não-ASCII; eles causam problemas até para dados codificados por UUCP. Esta é a razão pela qual foi introduzida a codificação base64, que substituiu largamente a UUCP na prática.
Em meados dos anos 1990, praticamente todos os computadores e sistemas de comunicação foram atualizados para suportarem oito bits de dados, à medida que se tornavam amplamente usados fora dos Estados Unidos e do Reino Unido. Entretanto, por razões de compatibilidade com sistemas legados a preocupação com o suporte a oito bits de dados ainda é um problema no protocolo de e-mail da Internet SMTP, por exemplo.